# Jean Thierry du Mont
Pour les articles homonymes, voir Gages.
Jean Bonaventure Thierry du Mont ou Dumont, comte de Gages, né le 27 décembre 1682 à Mons et mort le 31 janvier 1753 à Pampelune, connu en Espagne et en Italie comme Juan de Gages, est un noble originaire du Hainaut, officier au service de la couronne d'Espagne.
Officier des Gardes wallones de 1705 à 1742, il est nommé commandant en chef des armées espagnoles opérant en Italie pendant la guerre de Succession d'Autriche (1740-1748), puis vice-roi de Navarre.

## Biographie

### Origines familiales et formation
Il naît dans une province des Pays-Bas espagnols, qui deviendront possession autrichienne à la fin de la guerre de Succession d'Espagne (traité d'Utrecht, 1713).
Il est le fils de Pierre-Charles-Bonaventure Dumont, seigneur de Gages (actuellement, quartier de la commune de Brugelette, Hainaut), conseiller à la Cour suprême du Hainaut, et de Marie-Josèphe de Buisson, descendante d'un croisé de l'armée de Godefroy de Bouillon en 1099.
Destiné à une carrière de magistrat, il décide au début de la guerre de Succession d'Espagne d'abandonner ses études de droit pour se mettre au service de Philippe V, petit-fils de Louis XIV devenu roi d'Espagne.

### La guerre de Succession d'Espagne (1701-1714)
En 1703, il entre dans le régiment des Gardes wallones au moment de sa restauration. Il est promu lieutenant en 1705 et capitaine en 1706.
Il se distingue notamment à la Bataille de Villaviciosa en 1710 et participe au siège de Barcelone (1713-1714).

### La période 1714-1740
Toujours dans le même régiment, il participe à la bataille de Francavilla (1719) en Sicile, pendant la guerre de la Quadruple Alliance (1718-1720).
Il est ensuite présent à l'assaut de Gibraltar (1727) pendant la guerre anglo-espagnole (1727-1729), à la prise d'Oran (juin-juillet 1732) au détriment de l'Empire ottoman et, pendant la guerre de Succession de Pologne (1733-1738), à la bataille de Bitonto (mai 1734). En octobre 1734, il est promu commandant.
Il devient lieutenant-colonel en 1740 pendant la guerre anglo-espagnole de 1738-1742, principalement menée dans les Amériques, mais avec quelques répercussions en Europe.

### La guerre de Succession d'Autriche (1740-1748)
Dans cette guerre, le roi d'Espagne, Philippe V jusqu'en 1746, est toujours allié à la France contre l'Autriche. L'Espagne intervient surtout en Italie, où elle est alliée au royaume de Sicile (Sicile et Naples), alors dirigé par le fils cadet de Philippe V, Charles (futur Charles III d'Espagne). Philippe V a des ambitions concernant le Milanais et le duché de Parme (son épouse, Élisabeth Farnèse, vient de Parme). En 1741, une armée de 50 000 hommes est envoyée en Italie sous le commandement du duc de Montemar. Mais celui-ci paraît trop prudent au roi, qui le remplace en septembre 1742 par Jean-Bonaventure du Mont.
Celui-ci devient donc commandant en chef des troupes espagnoles et siciliennes en Italie contre les Autrichiens et leurs alliés du royaume de Sardaigne (Savoie, Piémont, Sardaigne), au moment où un autre corps espagnol, passé par la France, prend le contrôle de la Savoie (le duché est occupé à partir de décembre 1742, pour un peu plus de 6 ans).
Au début de 1743, Jean Thierry du Mont est stationné à Bologne face aux Autrichiens du feld-maréchal Otto Ferdinand von Traun qui occupent le duché de Modène. Pressé par Philippe V, du Mont lance une offensive au début de février et franchit la rivière Panaro. Les deux armées s'affrontent le 8 février 1743 à Camposanto ; au terme d'une journée marquée par de fortes pertes, les Autrichiens battent en retraite, mais du Mont renonce à les poursuivre et se replie à Rimini. À Madrid, Philippe V fête une victoire, mais les Autrichiens ont tout de même réussi à bloquer l'offensive espagnole vers l'Italie du Nord.
À la suite de la défaite anglaise de Fontenoy (11 mai 1745) et à l'occupation des Pays-Bas qui s'ensuit, Philippe V lui donne le titre de comte de Gages.
Le 27 septembre 1745, il affronte à Bassignana, aux côtés des troupes françaises du maréchal de Maillebois, les troupes sardes commandées par Charles-Emmanuel III de Savoie, bataille dont il sort vainqueur grâce à une forte supériorité numérique. Les alliés s'emparent ensuite d'Alessandria, de Valenza, d'Asti et de Casale Monferrato. Après quoi ils se séparent; le comte de Gages se dirigeant vers la Lombardie, entrant dans Milan et occupant ses environs.

### Vice-Roi de Navarre (1749-1753)
En 1749, il est nommé vice-roi de Navarre par le nouveau Roi d'Espagne, Ferdinand VI.
Il entreprend de rénover les infrastructures, développant le réseau routier sur la base des anciennes voies romaines.
Après sa mort en 1753, Charles III d'Espagne lui dédie un mausolée, réalisé en 1767 par Roberto Michel et installé dans l'église des Capucins de Pampelune, située hors les murs de la ville. Ce mausolée a été déplacé à plusieurs reprises pendant les guerres napoléoniennes, par crainte que l'église ne soit détruite par les troupes françaises. Il a finalement été placé dans le cloître de la cathédrale de Pampelune, où il se trouve encore aujourd'hui.

## Postérité

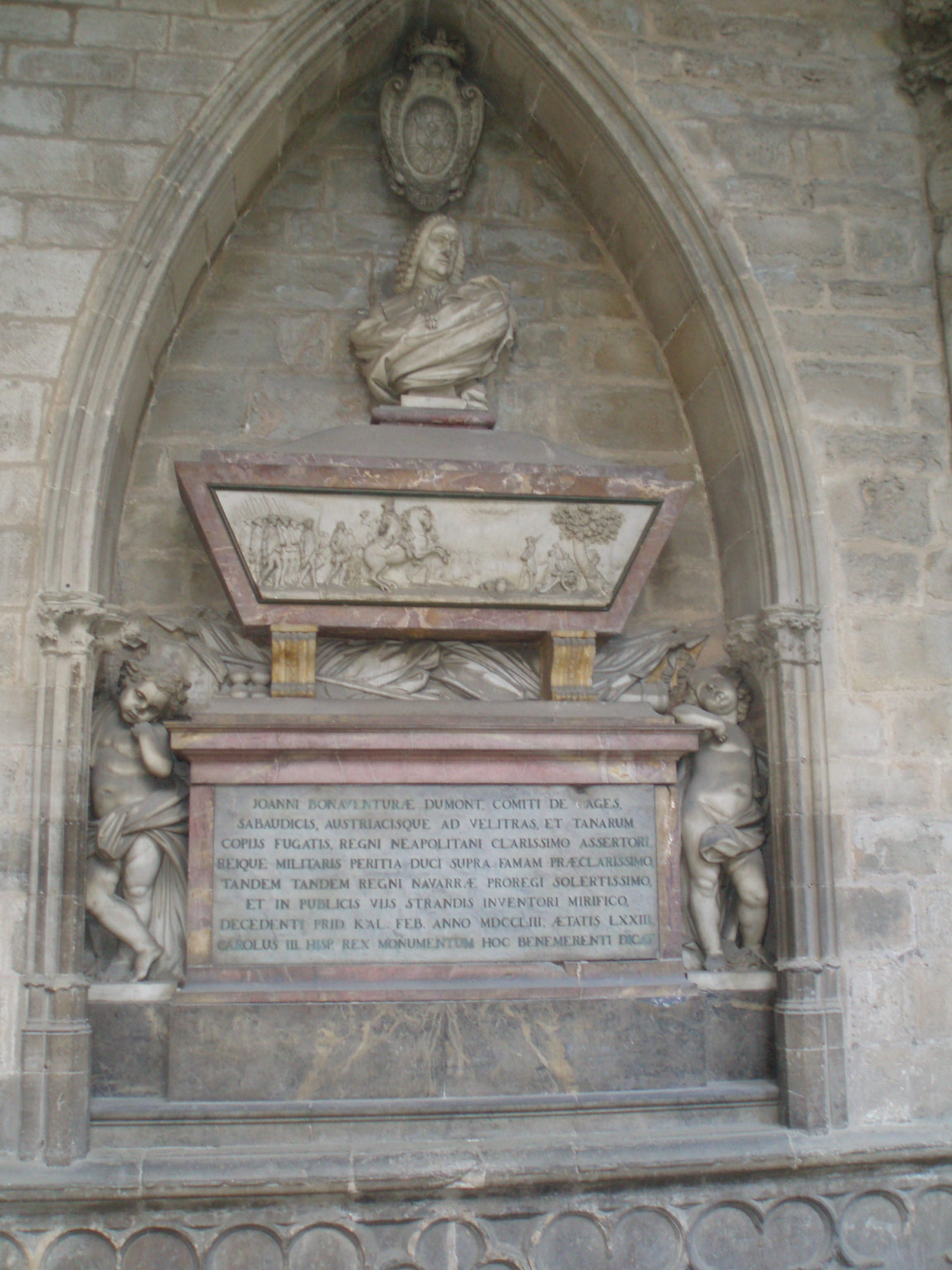
Tombe du Comte de Gages dans la cathédrale de Pampelune.

Mort sans enfants, il a légué sa fortune à son neveu, François Bonaventure Joseph du Mont, marquis de Gages (1739-1787) qui sera l'organisateur de la franc-maçonnerie dans les Pays-Bas autrichiens.

## Pour information
Philippe de Gages fut nommé lieutenant aux Gardes wallones le 1er juin 1707. Il fit ses premières campagnes de la guerre de succession d'Espagne, et fut tué à la bataille de Saragosse (1710).

## Sources
- (it) Cet article est partiellement ou en totalité issu de l’article de Wikipédia en italien intitulé « Jean Thierry du Mont, conte di Gages » (voir la liste des auteurs).
- Colonel Guillaume, Histoire des Gardes wallones, E. Parent, Bruxelles, 1858, pages 139 & 333
- Professeur A Janssen, Le Régiment des Gardes Wallonnes, Ed. Arts Associés, Bruxelles, 1987